# Charlie Chan – Gefährliches Geld
Charlie Chan – Gefährliches Geld ist ein US-amerikanischer Kriminalfilm aus dem Jahr 1946 von Terry O. Morse mit Sidney Toler, der zum 21. Mal den von Earl Derr Biggers erfundenen chinesisch-hawaiianischen Detektiv spielt.

## Handlung
In einer nebligen Nacht an Bord eines Schiffes auf dem Weg nach Samoa und Australien teilt der Undercoveragent Scott Pearson dem Detektiv Charlie Chan mit, dass er nach Samoa geschickt wird, um das plötzliche Auftauchen von Geld und Kunstwerken zu untersuchen, die während der japanischen Invasion von philippinischen Banken gestohlen wurden. Als sich die Passagiere im Salon zu einer Zeremonie zur Feier der Überquerung des Äquators versammeln, wird Pearson in den Rücken gestochen und getötet. Nachdem sie die anderen Passagiere gewarnt haben, dort zu bleiben, wo sie sind, untersuchen Chan und Kapitän Black Pearsons Zimmer und stellen fest, dass es durchsucht wurde. Der Kapitän versichert Chan, dass sich Pearsons Portfolio in seinem Bürosafe befindet, und Chan bemerkt, dass in Pearsons Papieren ein Mann namens Lane erwähnt wird, er aber nicht identifiziert wird. 
Chan befragt die Passagiere des Schiffes, zu denen der professionelle Messerwerfer Freddie Kirk gehört. Chan verhört auch den Baumwollhändler P. T. Burke, den Ichthyologen Professor Henry Martin, und dessen Frau Cynthia, den halbpolynesischen Restaurantbesitzer Tao Erickson und seine polynesische Ehefrau Laura, das Missionarspaar Whipple sowie die englische Touristin Rona Simmonds, die in den Zahlmeister des Schiffes, George Brace, verliebt ist. Nachdem er die meisten Passagiere entlassen hat, spricht Chan privat mit Rona und George und bittet sie, Lane zu identifizieren, während er ihnen rät, die Wahrheit zu sagen. George besteht jedoch darauf, dass sie nichts zu erzählen haben. Chan stellt dem Killer eine Falle, doch auch nach einem misslungenen Attentat auf den Detektiv entgeht der Mörder seiner Entdeckung. Chans Sohn Jimmy untersucht das Messer, das bei dem Angriff auf Pearson verwendet wurde, auf Fingerabdrücke, findet aber keine. Chan erfährt, dass Burke und Kirk Rona erpressen. 
Das Schiff legt in Samoa an, Chan hat 24 Stunden Zeit, den Mord aufzuklären, bevor er nach Australien aufbrechen muss. Sein ältester Sohn schickt ihm ein Telegramm, in dem er erklärt, dass Ronas Vater ein Australier war, der während des Krieges mit wertvollen Kunstgegenständen in Manila gestrandet war und Rona nun versucht, ihren Verbleib herauszufinden. Chan findet heraus, dass Rona mit von Brace gefälschten Papieren reist und Burke sie deshalb erpresst. Chan befragt Burke, aber der wird von einem geworfenen Messer getötet, bevor er etwas preisgeben kann. Währenddessen stößt Chattanooga Brown, der Assistent von Jimmy und Chan, auf Geld, das in einem Fischmuseum in der Nähe des Restaurants der Ericksons versteckt ist. Nachdem Kirk getötet wurde, treffen sich die übrigen Verdächtigen im Fischmuseum. Chan erfährt, dass Whipple der Anführer einer Bande ist, zu der auch die Ericksons, Burke und Kirk gehören und die die gestohlenen Kunstwerke verkaufen wollte. Es stellt sich heraus, dass es sich bei den Whipples um Lane und seinen Diener Joseph Murdock handelt, der als Frau verkleidet war. Murdock, der Mörder, schoss die Klingen durch eine Waffe ab und konnte so der Entdeckung entgehen.

## Hintergrund
Gedreht wurde der Film von Mitte bis Ende Juni 1946.
Augie Lohman schuf die Spezialeffekte.

## Synchronisation
Die deutsche Synchronfassung entstand 1978 im Auftrag der Lingua Film GmbH in München unter der Dialogregie von Gert Rabanus.
| Rolle             | Schauspieler     | Deutscher Synchronsprecher |
| ----------------- | ---------------- | -------------------------- |
| Charlie Chan      | Sidney Toler     | Klaus Höhne                |
| Rona Simmons      | Gloria Warren    | Suzanne Doucet             |
| Jimmy Chan        | Victor Sen Yung  | Holger Ungerer             |
| Tao Erickson      | Rick Vallin      | Michael Schwarzmaier       |
| Kapitän Black     | Joseph Crehan    | Hans Korte                 |
| Chattanooga Brown | Willie Best      | Jürgen Clausen             |
| Freddie Kirk      | John Harmon      | Rüdiger Bahr               |
| P. T. Burke       | Dick Elliott     | Michael Habeck             |
| George Brace      | Joseph Allen     | Leon Rainer                |
| Scott Pearson     | Tris Coffin      | Peter Thom                 |
| Schiffsarzt       | Selmer Jackson   | Joachim Wichmann           |
| Big Ben           | Dudley Dickerson | Fred Klaus                 |
| Prof. Martin      | Emmett Vogan     | Hannes Kaetner             |
| Rev. Whipple      | Leslie Denison   | Mogens von Gadow           |

## Veröffentlichung
Die Premiere des Films fand am 12. Oktober 1946 statt. In der Bundesrepublik Deutschland wurde er am 13. Dezember 1978 im deutschen Fernsehen ausgestrahlt.